# Românii din Bulgaria
În Bulgaria, comunitatea românească este întâlnită în partea de nord-vest, în regiunile Vidin, Vrața și Plevna. Românii din Bulgaria nu sunt recunoscuți ca minoritate națională, ci doar ca grup etnic, neavând astfel dreptul la educație în limba lor în școli de stat. În nord-vestul Bulgariei numărul celor de origine română este mare, cu toate acestea mulți și-au pierdut identitatea națională și puțini își mai vorbesc limba maternă, majoritatea fiind asimilați de-a lungul timpului. Conform recensamantului bulgar din 2011, din 3598 de indivizi care s-au auto-identifcat ca Vlahi, 165 si-au declarat limba materna ca bulgara, 1462 ca vlaha, 1964 ca romana si 4 ca alta. Din 866 de persoane care s-au auto-identificat ca romani, 37 au declarat limba lor materna ca bulgara, 3 ca vlaha, si 822 ca romana in acelasi recensmanat.

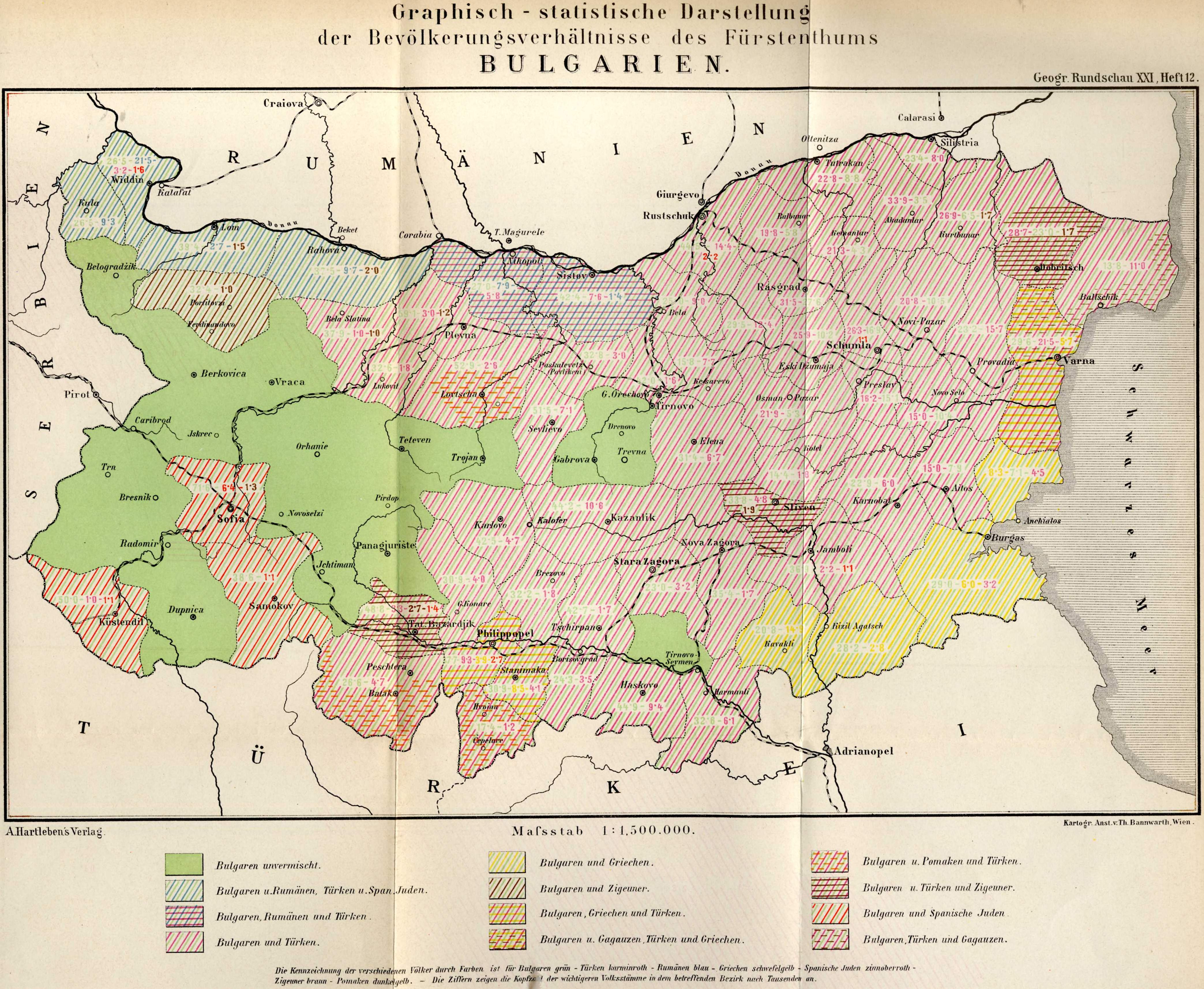
Structura etnică a Bulgariei conform recensămâtului din 1892

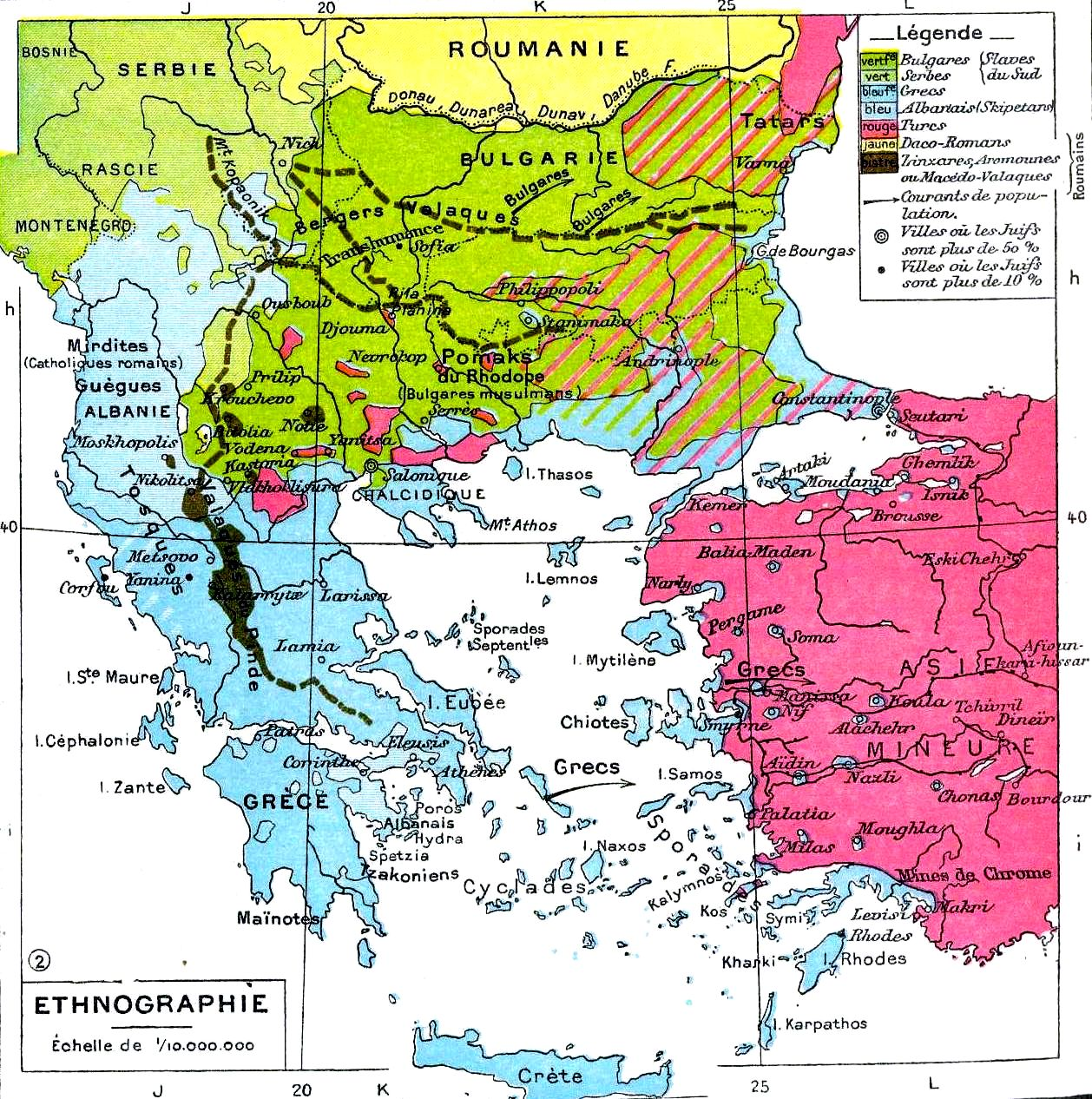
Harta etnică a Peninsulei Balcanice din 1898

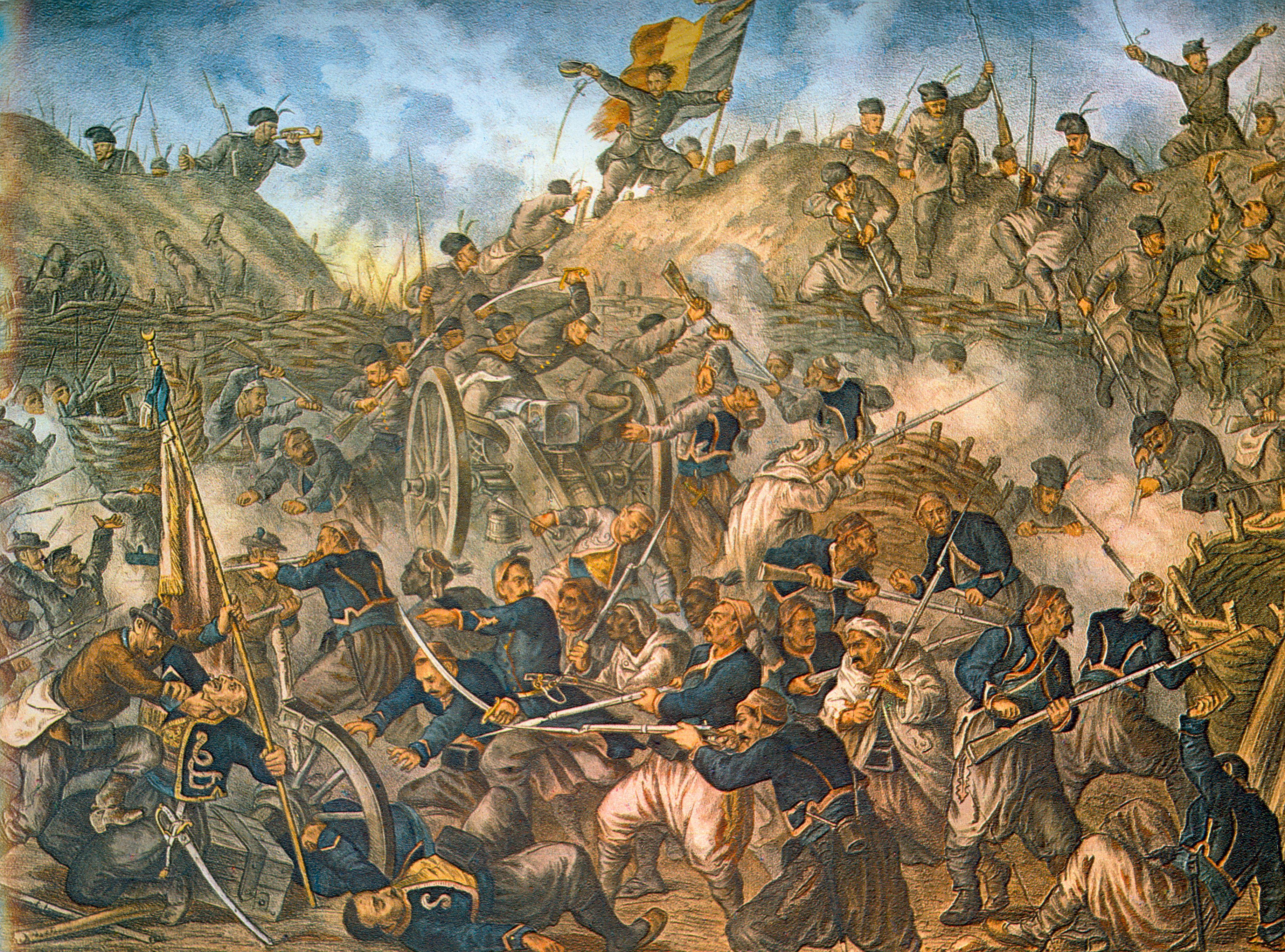
Cucerirea redutei de la Grivița de către trupele române

## Istoria românilor din Bulgaria
După retragerea romanilor din Dacia au fost create două provincii: Dacia Ripensis și Dacia Mediterranea pe teritoriul de astăzi al Serbiei și Bulgariei. Dacii din aceste provincii dar și din alte teritorii trace au fost romanizați în același timp cu dacii din Dacia propriu-zisă. Latinofonii erau numiți vlahi de către bizantini și slavi. O parte a populației latinofone a fost împinsă de migrația slavilor și a ungurilor mai spre sud unde au ajuns a fi cunoscuți ca vlahi sau aromâni. Ana Comnena a scris în Alexiada că "dacii" trăiau pe pantele de nord ale munților Haemus iar macedonenii pe pantele de sud  Vlahii sau românii din Bulgaria au cunoscut cea mai mare afirmare în timpul statului Vlaho-Bulgar condus de vlahii din familia Asen, care locuiau în zona munților Haemus. Astăzi vlahii sau românii trăiesc în grupuri mai mari în valea Timocului, valea Dunării și în partea nordică a munților Balcani.
Aromânii din Bulgaria trăiesc în partea sudică, în zone montane. Pe valea Dunării s-au remarcat atât trecerea unor grupuri mici de bulgari spre nordul Dunării cât și trecerea unor grupuri de români spre sudul Dunării ca urmare a unor evenimente economice sau militare locale.

## Monumentul de la Smârdan
A fost inaugurat la 20 de ani de la Războiul de Independență, în 1897, în prezența oficialităților și veteranilor de război români. A fost distrus 16 ani mai târziu de naționaliștii bulgari, după al II-lea Război Balcanic și Pacea de la București. Monumentul era din bronz și purta numele unei eroine române, Marița, voluntara care a făcut parte dintr-un grup de 37 tinere fete din Bregova, Gânzova și alte localități românești din jurul Smârdanului. Lor li se dăduse în grijă, de către generalul Nicolae Haralambie, o parte din serviciul sanitar și distribuirea apei și hranei soldaților din tranșee. Marița, în vârstă de 15 ani, a fost prima dintre cele 5 victime căzute la Smârdan, ea fiind rănită mortal.

## Cimitire militare românești din Bulgaria
- Alfatar
- Șumenți
- Dobrici
- Rahova
- Smârdan
- Sofia
- Grivița
- Plevna

## Date statistice
| An   | Vorbitori de limba română | Numărați ca români |
| ---- | ------------------------- | ------------------ |
| 1881 | 49,070                    |                    |
| 1887 | 75,235                    |                    |
| 1905 | 89,847                    | 79,910             |
| 1910 | 96,502                    | 81,272             |
| 1920 | 75,065                    | 66,944             |
| 1926 | 83,746                    | 69,080             |
| 1934 |                           | 16,504             |
| 1938 |                           | 1,511              |
| 2001 | 10,566                    | 1,088              |